# Vernonia lanceolata
Vernonia lanceolata là một loài thực vật có hoa trong họ Cúc. Loài này được (Warb.) Mattf. miêu tả khoa học đầu tiên.